# 吕志成
吕志成（1966年12月—），男，汉族，河北广宗人，中华人民共和国政治人物，第十三届全国人民代表大会河北地区代表。南开大学金融专业毕业，大学学历，经济学硕士学位。现任中共沈阳市委副书记，沈阳市人民政府市长。

## 生平
1990年7月参加工作，1996年5月加入中国共产党。
2015年7月，任中共衡水市委常委、副市长。2017年9月，任中共衡水市委副书记、代市长，同年12月当选市长。2018年2月24日，当选为第十三届全国人大代表。同年10月，任河北省国资委党委书记、主任。
2019年12月，调任辽宁省，任中共阜新市委书记。
2021年10月，任沈阳市人民政府代市长。
2022年1月，当选为沈阳市人民政府市长。